# Steatoda nasata
Steatoda nasata là một loài nhện trong họ Theridiidae.
Loài này thuộc chi Steatoda. Steatoda nasata được Pater Chrysanthus miêu tả năm 1975.